# Mirotic
Mirotic – czwarty koreański album studyjny południowokoreańskiej grupy TVXQ, wydany cyfrowo 19 września 2008 roku i fizycznie 26 września 2008 roku przez SM Entertainment. Głównym singlem z płyty był „Jumun (Mirotic)” (kor. 주문 (MIROTIC)). Ukazał się w dwóch edycjach (A i B). 12 listopada 2008 roku album został wydany ponownie (wer. C).
Album sprzedał się w liczbie ponad 580 324 egzemplarzy (stan na sierpień 2016).
17 grudnia 2008 roku album ukazał się w Japonii, wydany przez Rhythm Zone.

## Lista utworów

### Wersja A i B
| CD  | CD | CD                    | CD                                                                   | CD      |
| Nr  | Tytuł utworu                                                                                          | Tekst                 | Muzyka                                                               | Długość |
| --- | --- | --------------------- | -------------------------------------------------------------------- | ------- |
| 1.  | „Jumun (Mirotic)” (kor. 주문 (MIROTIC))                                                               | Yoo Young-jin         | Sigvardt, Mikkel Remee, Lucas Secon, Thomas Troelsen                 | 3:28    |
| 2.  | „Wrong Number”                                                                                        | Kang Joon-woo         | Marvin Ambrosius, Christopher Lee Joe, Iain James, Philippe Anquetil | 4:14    |
| 3.  | „Noeul.. Baraboda (Picture of You)” (kor. 노을... 바라보다 (Picture of You))                          | Xiah Junsu, Thanh Bui | Marcus Jilla, James Hollands, James Critcher                         | 4:51    |
| 4.  | „Crazy Love”                                                                                          | Kim Young-hu          | Kim Young-hu                                                         | 3:43    |
| 5.  | „Hey! (Don't Bring Me Down)”                                                                          | Yoo Young-jin         | Yoo Young-jin                                                        | 4:11    |
| 6.  | „Neon Naui Norae (You're My Melody)” (kor. 넌 나의 노래 (You're My Melody))                           | Young-hu Kim          | JV, Sean Alexander, Pascal Guyon                                     | 3:33    |
| 7.  | „Mujigae (Rainbow)” (kor. 무지개 (Rainbow))                                                           | Kenzie                | Kenzie                                                               | 4:11    |
| 8.  | „Nagwon (Paradise)” (kor. 낙원 (Paradise))                                                            | Wheesung              | Kelvin Kumar, Sean Kumar                                             | 4:39    |
| 9.  | „Angnyeo (Are You A Good Girl?)” (kor. 악녀 (Are You a Good Girl?))                                   | Yoo Young-jin         | Yoo Young-jin                                                        | 4:11    |
| 10. | „Flower Lady”                                                                                         | Jo Yoon-kyeong        | Andrew Omar Grange, Rupert Lloyd Gayle, Micah Samuel Williams        | 3:53    |
| 11. | „Ijhyeojin Gyejeol (Forgotten Season)” (kor. 잊혀진 계절 (Forgotten Season) (Hero solo) (A ver. only) | Park Keon-ho          | Lee Beom-hee                                                         | 4:22    |
| 12. | „Love in the Ice” (A ver. only)                                                                       | Max Changmin          | Daisuke Suzuki, Yuya Saito                                           | 5:18    |

### Wersja C
| CD  | CD                                                                                       | CD                        | CD                                                                   | CD      |
| Nr  | Tytuł utworu                                                                             | Tekst                     | Muzyka                                                               | Długość |
| --- | ---------------------------------------------------------------------------------------- | ------------------------- | -------------------------------------------------------------------- | ------- |
| 1.  | „Wrong Number”                                                                           | Kang Joon-woo             | Marvin Ambrosius, Christopher Lee Joe, Iain James, Philippe Anquetil | 4:14    |
| 2.  | „Saranga Uljima (Don't Cry My Lover)” (kor. 사랑아 울지마 (Don't Cry My Lover))          | Hero Jaejoong             | Hero Jaejoong, Jo Joon-young (aranżacja)                             | 4:44    |
| 3.  | „Jumun (Mirotic)” (kor. 주문 (MIROTIC))                                                  | Yoo Young-jin             | Sigvardt, Mikkel Remee, Lucas Secon, Thomas Troelsen                 | 3:28    |
| 4.  | „Crazy Love”                                                                             | Kim Young-hu              | Kim Young-hu                                                         | 3:43    |
| 5.  | „Hey! (Don't Bring Me Down)”                                                             | Yoo Young-jin             | Yoo Young-jin                                                        | 4:11    |
| 6.  | „Sowon (Wish)” (kor. 소원 (Wish)) (feat. Ryeowook & Kyuhyun of Super Junior)             | Park Joon-ha              | Park Joon-ha, Hong Seok (aranżacja)                                  | 4:36    |
| 7.  | „Neon Naui Norae (You're My Melody)” (kor. 넌 나의 노래 (You're My Melody))              | Young-hu Kim              | JV, Sean Alexander, Pascal Guyon                                     | 3:33    |
| 8.  | „Noeul.. Baraboda (Picture of You)” (kor. 노을... 바라보다 (Picture of You))             | Xiah Junsu, Thanh Bui     | Marcus Jilla, James Hollands, James Critcher                         | 4:51    |
| 9.  | „Mujigae (Rainbow)” (kor. 무지개 (Rainbow))                                              | Kenzie                    | Kenzie                                                               | 4:11    |
| 10. | „Sarang Annyeong Sarang (Love Bye Love)” (kor. 사랑 안녕 사랑 (Love Bye Love))           | Micky Yoochun             | Micky Yoochun                                                        | 3:34    |
| 11. | „Nagwon (Paradise)” (kor. 낙원 (Paradise))                                               | Wheesung                  | Kelvin Kumar, Sean Kumar                                             | 4:39    |
| 12. | „Angnyeo (Are You A Good Girl?)” (kor. 악녀 (Are You a Good Girl?))                      | Yoo Young-jin             | Yoo Young-jin                                                        | 4:11    |
| 13. | „Flower Lady”                                                                            | Jo Yoon-kyeong            | Andrew Omar Grange, Rupert Lloyd Gayle, Micah Samuel Williams        | 3:53    |
| 14. | „Don't Say Goodbye”                                                                      | Kim Ji-hoo, Kim Tae-seong | Kim Ji-hoo, Kim Tae-seong                                            | 4:25    |
| 15. | „Ijhyeojin Gyejeol (Forgotten Season)” (kor. 잊혀진 계절 (Forgotten Season) (Hero solo)) | Park Keon-ho              | Lee Beom-hee                                                         | 4:22    |
| 16. | „Love in the Ice”                                                                        | Max Changmin              | Daisuke Suzuki, Yuya Saito                                           | 5:18    |